# Mohol (Meri)
Mohol  est une localité du Cameroun située dans l'arrondissement de Meri, le département du Diamaré et la région de l’Extrême-Nord. Elle fait partie du canton de Tchéré.

## Population
En 1974, la localité comptait 288 habitants, des Moufou.
Lors du dernier recensement de 2005, on y a dénombré 764 habitants, soit 369 hommes (48,30 %) pour 395 femmes (51,70 %).